# Corallimorphus ingens
Corallimorphus ingens är en korallart som beskrevs av Gravier 1918. Corallimorphus ingens ingår i släktet Corallimorphus och familjen Corallimorphidae. Inga underarter finns listade i Catalogue of Life.